# Zbigniew Kurzawa
Zbigniew Stefan Kurzawa (ur. 24 marca 1924 w Poznaniu, zm. 29 grudnia 2003 tamże) – polski chemik (chemia analityczna), profesor zwyczajny, dydaktyk.

## Życiorys
Jego edukację przerwał wybuch II wojny światowej. W czasie niemieckiej okupacji utrzymywał się z pracy w fabryce zbrojeniowej. Po zakończeniu wojny ukończył gimnazjum i podjął studia uniwersyteckie na wydziale chemii Uniwersytetu im. Adama Mickiewicza w Poznaniu, które ukończył w 1951. Już w czasie nauki został asystentem w Zakładzie Obróbki Bezwiórowej Instytutu Mechaniki Precyzyjnej, a od 1953 r. pracował w Katedrze Chemii Ogólnej Szkoły Inżynierskiej jako starszy asystent do przekształcenia w 1955 r. uczelni w Politechnikę, gdzie pełnił funkcję adiunkta. W Instytucie Chemii Ogólnej w Warszawie (1959 r.) obronił pracę doktorską, a habilitację zrobił w cztery lata później na Wydziale Chemii Uniwersytetu im. Adama Mickiewicza w Poznaniu. Tytuł profesorski otrzymał w 1969 r. zaś profesurę zwyczajną w 1977 r. Związany z poznańską uczelnią kolejno pełnił obowiązki prodziekana Wydziału Budowy Maszyn (w latach 1964-1968, dyrektora Instytutu Chemii Podstawowej (1970-1981)i kierownika Zakładu Chemii Analitycznej. Zbigniew Kurzawa był też członkiem Komitetu Chemii Analitycznej Polskiej Akademia Nauk, gdzie pełnił funkcję wiceprzewodniczącego, przewodniczył także Sekcji Siarki Polskiego Towarzystwa Chemicznego, Sekcji Fizykochemii Nieorganicznej i Sekcji Chemii Analitycznej PAN {przew. w latach 1976-1985), a także należał do Poznańskiego Towarzystwa Przyjaciół Nauk. Od 1968 do 1994 roku był członkiem Senatu Akademickiego Politechniki Poznańskiej.
W kręgu jego zainteresowań znalazły się badania nad nieorganicznymi i organicznymi związkami siarki oraz metali w reakcjach azydku sodowego z jodem co zaowocowało stworzeniem szkoły naukowej.
Był promotorem szesnastu doktoratów, czterech habilitacji i dwóch profesur. W jego dorobku znalazło się ponad sto publikacji.
Odznaczony został Krzyżem Kawalerskim Orderu Odrodzenia Polski i Medalem Komisji Edukacji Narodowej.
Pochowany na cmentarzu Górczyńskim w Poznaniu (kwatera IIIL-4-8).

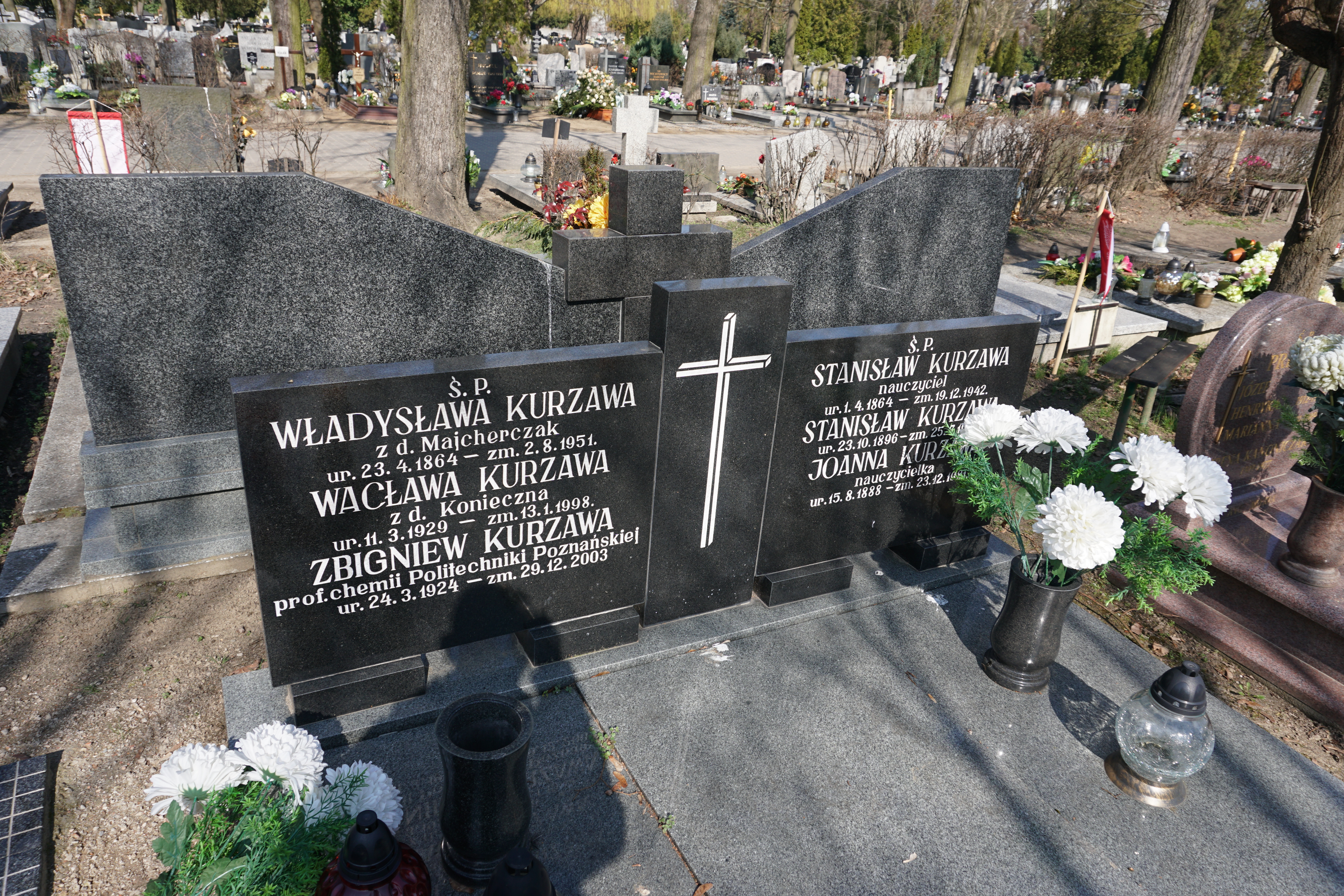
Grób prof. Zbigniewa Kurzawy na cmentarzu Górczyńskim